# Edward Bellamy
Edward Bellamy (Chicopee, 26 marzo 1850 – Chicopee, 22 maggio 1898) è stato uno scrittore statunitense, autore di uno dei più noti romanzi di fantascienza del XIX secolo,  Guardando indietro, 2000-1887 (Looking Backward, 2000-1887).

## Biografia
Nato a Chicopee, Massachusetts, suo padre, Rufus King Bellamy (1816-1886), era un pastore battista e discendente del celebre predicatore Joseph Bellamy; sua madre Maria Louisa Putnam, era di fede calvinista. Dopo aver frequentato lo Union College di Schenectady, superò l'esame da avvocato nel 1871 ma la sua carriera legale ebbe vita breve. Intraprese l'attività giornalistica a New York e a Springfield dove divenne direttore dello Springfield Union, continuando a studiare legge. Tuttavia, dopo aver contratto la tubercolosi, fu costretto ad abbandonare il giornalismo e a dedicarsi alla scrittura di romanzi brevi e racconti.

## Guardando indietro, 2000-1887
Il romanzo Guardando Indietro, 2000-1887 parla di Julian West; sofferente d'insonnia, si fa curare con l'ipnosi e rimane addormentato per 113 anni. Risvegliatosi nella Boston del 2000, trova tutto cambiato: pace, fratellanza, uguaglianza, cooperazione; precursore del welfare state.